# Les Larmes de saint Laurent
Les Larmes de saint Laurent est un roman de l’auteure québécoise Dominique Fortier paru en 2010 aux éditions Alto.

## Résumé
Lors de l'éruption de la montagne Pelée, le 8 mai 1902, il y a un survivant à la catastrophe : Baptiste Cyparis, un prisonnier dès lors surnommé le Revenant de l’Apocalypse. Pendant ce temps, en Angleterre, un mathématicien et une musicienne cherchent à découvrir les mystérieux pouvoirs de la terre et du feu.
Cent ans plus tard, à Montréal, deux individus se croisent sur le mont Royal, sous les arbres, près de la croix.
De la Martinique au grand chapiteau du cirque Barnum & Bailey, des flancs du Vésuve au boulevard Saint-Laurent, le passé et le présent se font écho dans un monde où le hasard tend la main à la lumière.

## Honneurs
- 2011 : Finaliste au prix littéraire des collégiens[1]

## Sources
1. ↑  « Titres en lice « Prix littéraire des collégien·ne·s », sur prixlitterairedescollegiens.ca (consulté le 7 août 2023)

- Page de l'œuvre sur le site des éditions Alto